# Johann Eduard von Schleinitz
Johann Eduard von Schleinitz (ur. 28 sierpnia 1798 w Liczu, zm. 4 czerwca 1869 w Mosznej) – pruski urzędnik, tajny radca, nadprezydent prowincji Śląsk w latach 1848–1868.

## Życiorys
Jego ojciec był pierwszym prezydentem sądu nadwornego w Berlinie. Jako ochotnik w 8. pułku huzarów walczył w wojnie przeciwko Napoleonowi w 1815. Służył jako oficer w bitwie pod Waterloo, gdzie został ranny.
W 1822 został starostą powiatu chojnickiego. W 1828 został radcą rejencji kwidzyńskiej, gdzie wcześniej był asesorem. W 1833 został nadradcą rejencji bydgoskiej, w 1837 wiceprezydentem rejencji w Koblencjii, a od 1842 był prezydentem rejencji bydgoskiej. Od 1848 do 1868 sprawował funkcję nadprezydenta prowincji Śląsk. W 1855 był mianowany tajnym radcą.
Zmarł 4 czerwca 1869 w pałacu Tiele-Wincklerów w Mosznej koło Prudnika.